# Gaëtan Bucki
Gaëtan Bucki (né le 9 mai 1980 à Béthune) est un athlète français, spécialiste du lancer du poids. Il est membre du Lille Métropole Athlétisme. Son entraîneur est depuis 2008 Éric Lepeuple.

## Biographie
Le 27 janvier 2007 à Mondeville, Gaëtan Bucki établit un nouveau record de France en salle du lancer du poids avec 20,01 m, améliorant de treize centimètres l'ancienne marque détenue par Yves Brouzet depuis la saison 1972. Trois ans plus tard et après deux années difficiles, Gaëtan Bucki revient sur le devant de la scène avec un jet à 20,35 m lors d'un meeting régional organisé à Liévin ; cette marque se situe à 7 centimètres du record de France en salle détenu par Yves Niaré. Un an plus tard, il améliore son record personnel de 4 centimètres lors des qualifications des championnats d'Europe en salle 2011 à Paris-Bercy, championnats pour lesquels il se classera 7e.
Le 25 juin 2016, il devient vice-champion de France avec un jet à 19,02 m, derrière Frédéric Dagée (19,21 m).
Bucki est président de l'Artois Athlétisme de novembre 2018 à août 2020,.

## Palmarès

### International
| Date | Compétition                    | Lieu        | Résultat | Marque  |
| ---- | ------------------------------ | ----------- | -------- | ------- |
| 2006 | Coupe du monde des nations     | Athènes     | 6e       | 19,40 m |
| 2007 | Championnats d'Europe en salle | Birmingham  | 8e       | 18,72 m |
| 2011 | Championnats d'Europe en salle | Paris-Bercy | 7e       | 20,07 m |
| 2013 | Jeux de la Francophonie        | Nice        | 2e       | 19,33 m |
| 2014 | Championnats d'Europe          | Zürich      | 11e      | 19,75 m |
| 2018 | Jeux méditerranéens            | Tarragone   |          |         |

### National
- Championnats de France :
  - vainqueur en 2006, 2011, 2013, 2014 et 2015 ; 2e en 2016
- Championnats de France en salle :
  - vainqueur en 2005, 2006, 2007, 2010, 2011, 2014, 2016 et 2018.

## Records
| Épreuve         | Épreuve   | Marque  | Lieu   | Date         |
| --------------- | --------- | ------- | ------ | ------------ |
| Lancer du poids | Plein air | 20,21 m | Zurich | 12 août 2014 |
| Lancer du poids | En salle  | 20,39 m | Paris  | 4 mars 2011  |